# Acacia cognata
Acacia cognata là một loài thực vật có hoa trong họ Đậu. Loài này được Domin miêu tả khoa học đầu tiên.

## Hình ảnh

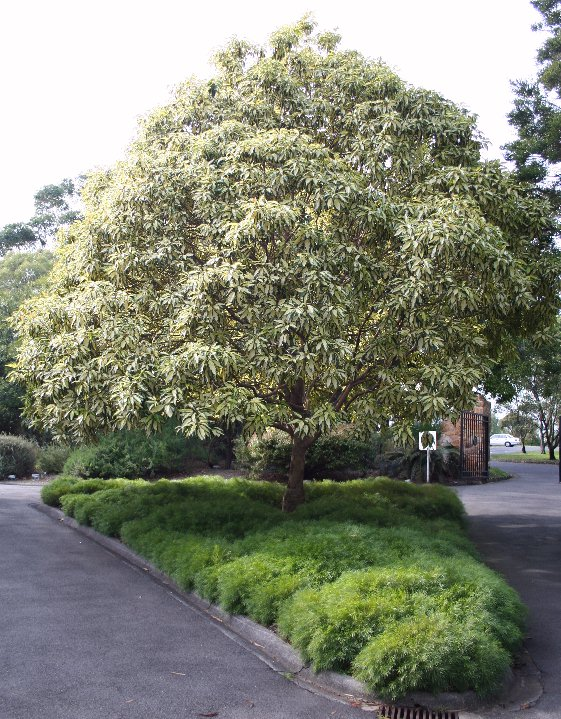